# Kestads socken
Kestads socken i Västergötland ingick i Kinne härad och området ingår sedan 1971 i Götene kommun och motsvarar från 2016 Kestads distrikt.
Socknens areal är 7,32 kvadratkilometer varav 7,28 land. År 2000 fanns här 80 invånare. Kyrkbyn Kestad med sockenkyrkan Kestads kyrka ligger i socknen.

## Administrativ historik
Socknen har medeltida ursprung.
Vid kommunreformen 1862 övergick socknens ansvar för de kyrkliga frågorna till Kestads församling och för de borgerliga frågorna bildades Kestads landskommun. Landskommunen uppgick 1952 i Kinnekulle landskommun som 1967 uppgick i Götene köping som 1971 ombildades till Götene kommun. Församlingen uppgick 2002 i Kinnekulle församling.
1 januari 2016 inrättades distriktet Kestad, med samma omfattning som församlingen hade 1999/2000.  
Socknen har tillhört län, fögderier, tingslag och domsagor enligt vad som beskrivs i artikeln Kinne härad. De indelta soldaterna tillhörde Skaraborgs regemente, Höjentorps kompani.

## Geografi
Kestads socken ligger vid östra foten av Kinnekulle kring Forshemsån. Socknen är en odlingsbygd.

## Fornlämningar
Från brons- och järnåldern finns fossil åkermark.

## Namnet
Namnet skrevs 1310 Kidhestadhum och kommer från kyrkbyn. Efterleden är sta(d), 'boplats, ställe'. Förleden innehåller kidh, 'killing' eller ett mansnamn bildat från detta ord.